# 십팔번
십팔번(十八番)은 일본에서 가장 자신있는 재주와 기술을 말한다. 대한민국으로 이 단어가 넘어올 때는 어떤 사람이 가장 즐겨서 잘 부르는 노래로 바뀌었다. 
17세기 무렵, 일본 가부키 배우 중 '이치가와 단주로'라는 사람이 자신의 가문에서 내려온 기예 중 크게 성공한 18가지 기예를 정리했는데, 이것을 ‘가부키 십팔번’이라 불렀다. 이처럼 십팔번은 '단주로 가문'의 대표적인 희극을 가리키는 말이었는데 이 의미를 확대 사용함으로써 일상용어가 된 것이다.
국립국어원에서는 '단골노래'로 순화해 사용하길 권한다.